# Franz Steindachner
Franz Steindachner est un zoologiste autrichien, né le 11 novembre 1834 à Vienne et mort le 10 décembre 1919 dans cette même ville.

## Biographie
Fils de médecin, il commence des études de droit à l’université de Vienne. Il est passionné par l’histoire naturelle et l’un de ses professeurs, le géologue Eduard Suess (1831-1914), l’initie à l’étude des poissons fossiles ce qui l’oriente définitivement vers l’ichtyologie.
Steindachner commence à travailler pour le Muséum d’histoire naturelle de Vienne (alors Kaiserlich-Königliches Zoologisches Hof-Cabinet) en 1860, sur les poissons. Il est invité, aux côtés de Giovanni Canestrini (1835-1900), par le professeur Rudolf Kner (1810-1869), à étudier les poissons rapportés par le voyage de circumnavigation de la frégate Novara en 1857-1859. Il rencontre alors l’ornithologue August von Pelzeln (1825-1891) qui est chargé des collections ornithologiques et ichtyologiques après la mort de Johann Jacob Heckel (1790-1857). En 1860, Steindachner reçoit la charge des poissons sans avoir de poste mais en étant cependant rémunéré. En 1861, le départ à la retraite de Leopold Fitzinger (1802-1884) lui permet de prendre le poste de conservateur des poissons, des reptiles et des amphibiens. Cette même année, il se rend en Dalmatie pour récolter des poissons.
En 1874, il obtient la direction du département de zoologie puis la direction du Muséum en 1898, fonction qu’il occupe jusqu’à sa mort.
Steindachner fait de la collection du Muséum de Vienne l’une des plus importantes du monde. Elles sont constituées des spécimens fournis par les officiers de l’armée autrichienne et par des achats de collections, qu’il finance souvent lui-même. Mais il organise et conduit également ses propres expéditions en Amérique, en Afrique (Sénégambie en 1868 et 1869) et au Moyen-Orient ainsi qu’en Europe. Il rapporte 10 000 spécimens d’un voyage aux Canaries, au Portugal et en Espagne (1864 et 1865).
Il est invité par Louis Agassiz (1807-1873) à venir étudier à Cambridge les spécimens récoltés lors de l’expédition au Brésil de 1865-1866 financée par John Eliot Thayer (1862-1933). Ayant obtenu un congé de deux ans, il arrive à Boston en 1870. L’année suivante, il accompagne Louis Agassiz à une expédition qui le conduit jusqu’en Californie en passant par le Cap Horn. De retour à Boston en 1872, il apporte avec lui une collection de 100 000 spécimens de poissons. Il obtient qu'une partie de ceux-ci soit envoyée à Vienne. Pour compléter la collection de Vienne, il voyage durant plusieurs mois en 1873 à travers les États-Unis. Steindachner est persuadé que Louis Agassiz jalouse sa réputation d’ichtyologiste. Ce dernier, conscient de la valeur du scientifique autrichien, lui offre un poste permanent à Cambridge mais Steindachner refuse. Il rentre à Vienne en 1874. Steindachner devient le directeur du Kaiserlich-Königliches Naturhistorisches Hof-Museum en 1887.
Il est rare à son époque que les conservateurs des grands muséums aillent ainsi sur le terrain. Il supervise ainsi une expédition en Méditerranée en 1891 et en 1893, en mer Rouge en 1895 et en 1897, et au Brésil en 1903. Il publie ainsi au cours de sa carrière une soixantaine d'articles ou ouvrages en herpétologie et deux cents en ichtyologie. Il décrit plus de 1 000 nouveaux taxons, la plupart encore valides aujourd’hui.
Il travaille principalement sur les poissons et confie les collections herpétologiques à Friedrich Siebenrock (1853-1925). Cessant de voyager durant la Première Guerre mondiale, il confie à son assistant, Viktor Pietschmann (1881-1956), certains voyages notamment dans l’Atlantique Nord, sur le Danube, au Proche-Orient et dans l’archipel d’Hawaï.
Steindachner prend sa retraite après 60 ans de labeur. Il meurt seulement dix semaines plus tard, des suites d’une pneumonie, sans doute provoquée par le faible chauffage de son appartement de fonction.
Il devient membre étranger de la Zoological Society of London en 1878.

## Œuvres
(Liste partielle)
- 1876 : Ichthyologische Beiträge (V). [Subtitles i–v.]. Sitzungsber. Akad. Wiss. Wien, v. 74 (1. Abth.) : 49–240, Pl. 1–15.
- 1880 : Beitäge zur Kenntniss der Flussfische Südamerikas (II) und Ichthyologische Beiträge (IX). Anz. Akad. Wiss. Wien, v. 17 (n° 19) : 157–159.
- 1901 : Geschichte des Zoologie in Österreich von 1850 bis 1900. Fische. 407-443, In: Botanik und Zoologie in Österreich in den Jahren 1850 bis 1900. Festschrift herausgegeben von der K.K. Zoologisch-Botanischen Gesellschaft in Wien anlässilich der Feier ihres fünfzigjährigen Bestandes. Alfred Hölder (Vienne).